# Ромео и Джульетта (фильм-балет, 1954)
«Ромео и Джульетта» — советский цветной фильм-балет, поставленный на киностудии «Мосфильм» в 1954 году режиссёром Лео Арнштамом и балетмейстером Леонидом Лавровским на основе одноимённого балета Сергея Прокофьева по трагедии Уильяма Шекспира. Главные партии исполнили солисты Большого театра Галина Уланова, Юрий Жданов, Сергей Корень, Алексей Ермолаев.
Картина была выпущена на широкий экран 25 марта 1955 года. Отмечена наградами на VIII Международном кинофестивале в Каннах (1955) и на III кинофестивале классического, народного и современного танца в Бразилии (1957).

## Сюжет
Сюжет фильма повторяет сюжет трагедии Шекспира, с учётом особенностей балетного либретто. Детальная раскладка сцен приведена в статье о балете.

## В ролях
- Галина Уланова — Джульетта
- Юрий Жданов — Ромео
- Алексей Ермолаев — Тибальд
- Сергей Корень — Меркуцио
- Александр Лапаури — Парис
- Александр Радунский — Капулетти, отец
- Елена Ильющенко — Капулетти, мать
- Ираида Оленина — кормилица
- Лев Лошилин — Лоренцо
- Владимир Кудряшов — Бенволио
- С. Уваров — Монтекки
- Владимир Левашёв — друг Тибальда
- В. Чижов — друг Тибальда
- А. Крамаревский — друг Тибальда
- Михаил Лавровский — паж
- Л. Поспехин — слуга Капулетти
- Е. Меченко — слуга Капулетти
- И. Перегудов — слуга Капулетти
- Е. Нацкий — слуга Монтекки
- А. Швачкин — слуга Монтекки
- С. Звягина
- В. Петрова
- В. Файербах
- З. Коротаева
- Ф. Ефремова
- Э. Костерина
- И. Левитина
- И. Покровский
- Ю. Выренков
- Ярослав Сех
- Ю. Гербер
- В. Дорохин
- Н. Чидсон
- Г. Кузнецова
- М. Клейменова
- В. Пещерикова

## Съёмочная группа
- Авторы сценария и режиссёры-постановщики — Лео Арнштам, Леонид Лавровский
- Операторы — Александр Шеленков, Иоланда Чен
- Художник — Алексей Пархоменко
- Композитор — Сергей Прокофьев
- Звукооператор — Б. Вольский
- Режиссёр — В. Викторов
- Ассистент режиссёра — Г. Баландина
- Художники-костюмеры — П. Вильямс, К. Ефимов
- Художник-гримёр — В. Яковлев
- Монтажёр — Т. Лихачёва

Комбинированные съёмки
- Оператор — Б. Арецкий
- Художник — Л. Александровская
- Балетмейстер — Леонид Лавровский
- Ассистенты балетмейстера — Л. Поспехин, Т. Никитина
- Диктор-чтец — Борис Оленин
- Дирижёр — Геннадий Рождественский
- Директор картины — П. Данильянц

Фильм снимали в Ялте на Ялтинской киностудии (Поликур)

## Награды
Фильм был включён в конкурсную программу полнометражных фильмов Каннского кинофестиваля 1955 года и был отмечен там как «лучший лирический фильм», получив награду Prix du film lyrique.